# أسيتوكلور
الأسيتوكلور هو مبيد أعشاب طورته كل من شركة مونسانتو الفرنسية للكيماويات وشركة زينيكا للكيماويات، وينتمي إلى فئة مبيدات الأعشاب التي تُعرف باسم الكلوروأسيتانيليدات، ونطوي استعماله على مخاطر بيئية عالية.

## آلية العمل
يعمل مركب الأسيتوكلور على تثبيط استطالة الأعشاب، وتثبيط إنزيمات بيروفوسفات الجيرانيل جيرانيل إنزيمات التحليق، وهي جزء من مسار الجبرلين، مما يعني أنه يعمل على التدخل في قدرة النبات على إنتاج البروتين، والتدخل في مدى نمو جذور الأعشاب والحشائش الضارة.

## الاستخدامات
أقرت وكالة حماية البيئة الأمريكية في الولايات المتحدة استعمال  الأسيتوكلور كبديل مباشر للعديد من مبيدات الأعشاب ذات الأهمية المعروفة، كما فرضت وكالة حماية البيئة عدة قيود وشروط على استخدام الأسيتوكلور.
يستخدم الأسيتوكلور لمكافحة الحشائش في محاصيل الذرة، وهو مفيد بشكل خاص كبديل للأترازين في حالة بعض الأعشاب الهامة.
وافقت وكالة حماية البيئة الأمريكية على استخدام  الأسيتوكلور لإبادة الأعشاب من محاصيل الذرة خلال مرحلة ما قبل الظهور، أو ما قبل الزراعة مع تقليب التربة في الذرة. يستعمل الأسيتوكلور في زراعة الذرة بمعدل 5 لترات/هكتار (1835 جم/هكتار من العنصر النشط). ويعد الأسيتوكلور هو المكون النشط الرئيسي في المنتجات التجارية لمبيدات أعشاب مثل أسينيت، وكيستون، وهارنس، وتروفي، وتوب-هاند، وريلاي، وجارديان، وسورباس، ووينر.

## الآثار الصحية والبيئية

### تأثيره على صحة الإنسان
يُصنف الأسيتوكلور باعتباره مادة مسرطنة محتملة للإنسان. يمكن أن يتسبب الأسيتوكلور أيضًا مثل الألاكلور في حدوث أورام الظهارة الأنفية عن طريق إنتاج مستقلب نسيجي تفاعلي منتشر يؤدي إلى تسمم الخلايا وانتشار متجدد في الظهارة الأنفية.
لا تزال التأثيرات الناجمة عن التعرض للجرعات البيئية المنخفضة من الأسيتوكلور أو المستويات الخاضعة للمراقبة الحيوية من التعرض البيئي المنخفض على صحة الإنسان غير معروفة، ولكن هناك حالة تسمم سُجلت بعض التلامس مع الأسيتوكلور تضمنت أعضاء تناسلية منتفخة للغاية كعرض من الأعراض.

### تأثيره على البيئة
يُعتبر الأسيتوكلور ثالث أكثر مبيدات الأعشاب التي يتم العثور عليها في المياه الطبيعية في الولايات المتحدة الأمريكية. ويمكن للأسيتوكلور تسريع حدوث الطفرات في البرمائيات، كما يمكن أن يؤثر أيضًا على نمو الأسماك.